# Sans écran (Les Simpson)
Sans écran (France) ou Capture d'écrans (Québec) (Screenless) est un épisode de la série télévisée d'animation Les Simpson. Il s'agit du quinzième épisode de la trente-et-unième saison et du 677e de la série.

## Synopsis
Alors que Marge enseigne à Maggie la manière de parler avec ses mains, elle estime que sa famille n'y prête pas assez attention. Elle décide alors de limiter le temps d'écran à 30 minutes par semaine pour l'ensemble de sa famille, ces derniers s'adaptant rapidement à ce nouveau rythme de vie. Cependant, Marge, elle, ne parvient pas à surmonter cette séparation, ce qui va conduire l'ensemble de la famille dans un centre spécialisé dans les addictions. Mais, les Simpson vont découvrir le pot-aux-roses se cachant derrière ce centre...

## Réception
Lors de sa première diffusion, l'épisode a attiré 1,63 million de téléspectateurs.